# 合法性

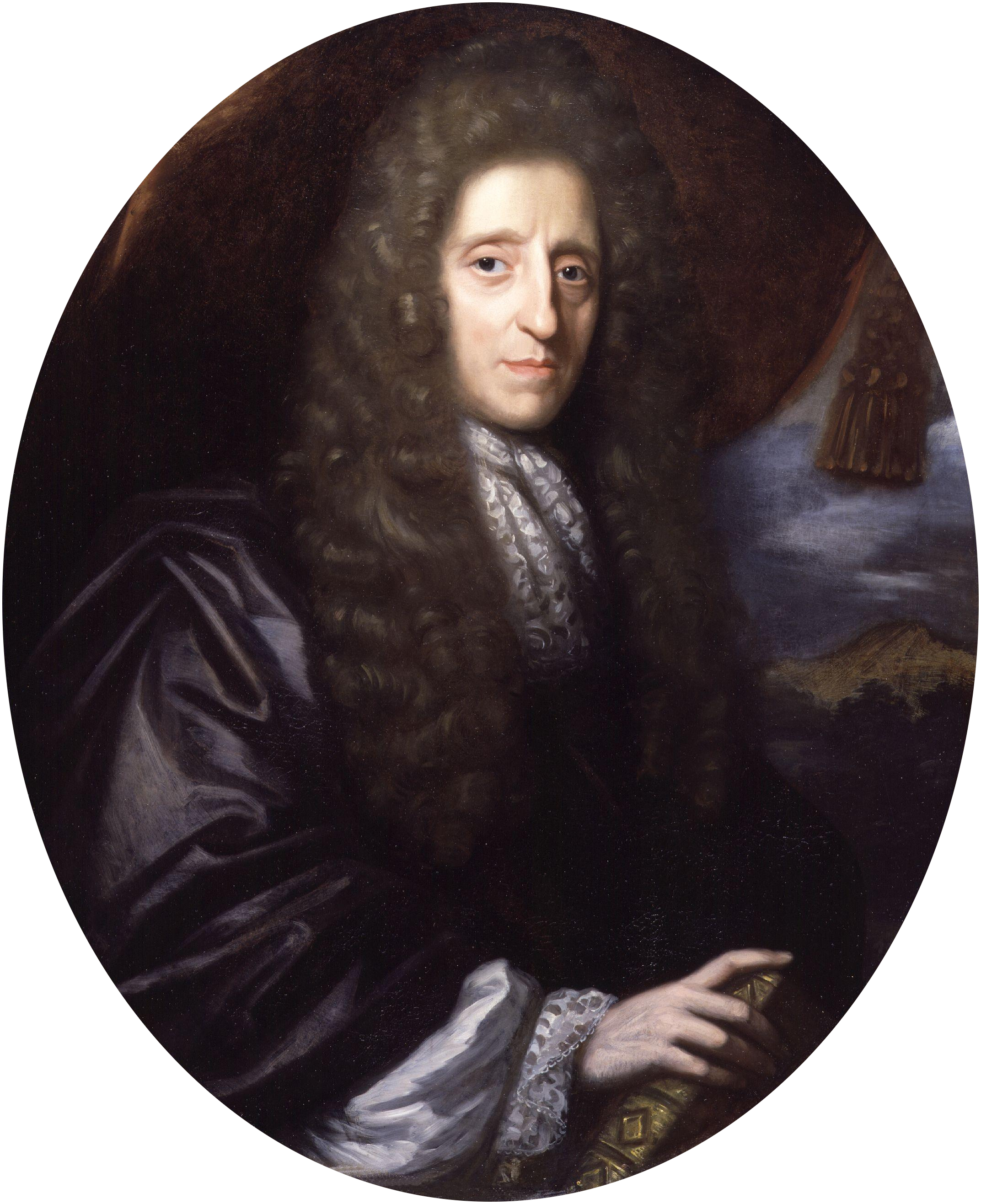
约翰·洛克：「政治正當性來自被管治者的同意。」

合法性（又譯正当性、正确性、正统性、認受性等）是广泛使用的政治概念，通常指作为一个整体的政府被民众所认可的程度。
在傳統中國政治哲學當中，從周朝（前1046–256年）開始，統治者和政府之法統由天命所授，不公義的統治者會失去天命授權，繼而失去對人民的統治權利。而在現代政治科學中，正當性是人民對律法或政權作為一種權威所給予的認受。在這裏，「權威」代表建制政府當中一個特定位置、「正當性」代表一個政府「體系」，而「政府」則代表一個「勢力範圍」。政治正當性被視為管治的基本條件，缺少政治正當性，政府會在立法機關面臨困局並倒台；但在某些政治制度下這個情況不會發生，不受人民歡迎的政權仍然可以生存，因為一小群有影響力的精英依然認為該政權有正當性。在道德哲學中，「正當性」經常被正面解讀為一種由人民授予其管治者、相關機構、職位及行為的規範性地位，其基礎是人民同意現政府的組成的合法性以及其運用權力的手法仍然維持恰當。在法律當中，正當性和合法性有所區別，政府行為可以是合法但同時缺乏正當性，例如在1964年北部灣事件後，美國國會所通過的北部灣決議案，容許美國在沒有對越南民主共和國正式宣戰下與其交戰；另一方面，政府行為亦可能是正當但不合法，例如：軍事政變奪取及成立的政權，又或者在一場憲政危機裏各個具正當性的政府機關互相角力的話，也會出現類似情況。
啟蒙時期英國社會理論家约翰·洛克提出，政治正當性來自群眾或明示或暗示的同意（英語：consent）：「第二（政府）論的論點是除非得到被治者的同意，否則該政府不具正當性。」德國政治哲學家道夫·史騰貝爾格說：「正當性是得以施行的政府權力的基礎，是在政府有意識到其管治權利的同時，被管治者也對該權利有某種承認。」美國政治社會學家西缪·马丁·李普赛特指出，正當性也「涉及到一個政治體系有多少能力去製造和維持一種認同現存政治機制是對該社會最適合和適當的信念。」美國政治理論家勞勃·道爾以水塘為喻來解釋正當性；只要存水維持在某一程度，政治穩定便得以維持，但假若存水低於該程度，政治正當性就會受威脅。

## 词源
英文合法性（legitimacy）是一个词；而在中文，其主要部分由“合”与“法”组成，单从字面意思讲，中文的合法性暗含的意思是“对某一个‘法’的符合程度”，所以许多中国人在讨论这个词时常会先提出一个疑问：“‘合法性’中的‘法’是指哪个‘法’？”。
但事实上由于中国正式的、法律意义上的、政治意义上的“合法性”这词是由“legitimacy”翻译而来，所以中文“合法性”中的“法”并不特指某一个“法律”或“法规”。
中文“合法”（对应于英文legal）一词在用来描述某件事物没有触犯法律。“合法性”并非指“合法”的程度，而是对法律或者政府机构权威性的来源的讨论。鉴于这种语义理解的混乱，也有学者提出中文应当用“正当性”来描述。

## 定义
合法性一词在政治学中通常用来指政府与法律的权威为民众所认可的程度。合法性这个概念也被应用于与权威问题有关的非政治领域，诸如雇主的权威问题。马克思主义思想体系则讨论整个资本主义政治经济体系的合法性问题。
有两种不同的阐释“合法性”的方法：
- 从道德哲学的角度
- 从政治学的角度

道德哲学主要是从个人的角度来判断某个东西是否“合法”。从政治学的角度来说，一个制度的合法性取决于它是否获得被统治者们的普遍认同。通常，政治学比道德哲学更关注合法性问题。合法性问题总是与承诺，同意，赞成，默许等概念相关。
合法性被认为是政府行政的最基本条件：如果一个政府缺乏必要程度的合法性，它将很快地崩溃瓦解。最早研究“合法性”问题的马克思·韦伯认为，若要维持统治的持久存在，必须唤起合法性的信仰。勞勃·道爾谈到合法性时，将其比喻为一个蓄水池：只要它能够保持在一定的水平线上，便能保持稳定。如果它一旦低于这个水平，将身处险境。一个政权通常需要得到大多数民众的认可才能维持其权利。但是这里有一个例外：很多并不为多数民众所接受的政权通过一小部分社会精英阶层的认可，而使其政权看似具有合法性。
就法律的角度来看，合法性并不等同于遵守法律。某些行为可能并无触犯法律，但却不具备合法性。例如某些违反人道的法律，其法律本身不具备合法性。这类法律常见于专制政权，其法律的不合法性来源于其制定者统治的不合法性。某些行为可能触犯了法律，但却具有合法性。例如：羅薩·帕克斯在争取非裔美國人民權運動中采取的不合作運動。当政府各分枝就合法性的来源产生冲突的时候，往往造成宪政危机。

### 民主
当今政府合法性最普遍的来源是执行民主政治和顺应民意。政府时常提出符合民意的法令来实行治理，然而这类法令的来源因政权不同而异。自由民主主义主张民主的合法性来自其定期的，自由公正的竞选的基础。
一个民主国家也可获得合法性，如果其人民相信此国家拥有如下因素：
- 自由和公平的选举制度
- 有责任
- 严谨的宪法，或十分受尊重的“类似宪法的传统”（如沙烏地阿拉伯以古蘭經為憲法）
- 广泛的参予
- 强大而独立的媒体
- “检查与平衡”的体系
- 经济的稳定性
- 政治的稳定性

有些专制国家的政权同样宣称具有民主的合法性。而实际上他们的价值观与自由民主的观念背道而驰，这引起了很多对民主涵义的争论。共产主义国家通常宣称其具有民主的合法性，并将此合法性归因于共产主义国家领导的人民革命和以马克思主义的“科学原理”代表了人民。納粹黨和法西斯黨的政權同样宣称他们代表了多数民意比自由民主主义更可信。
民主国家由于政府的合法性并非受制于单一的领导人或执政党，而被认为比较稳定。在一个专制国家里当权者的退位可能引发整个政府系统的崩溃。然而，在大多民主国家里执政党和平地轮替而没有引发任何国体上的改变。即使在最专制的国家，公民仍然可以通过革命寻求一种新的合法性取而代之。

### 宪政主义
另外一种形式的合法性与政治有关，他包括了宪政主义（constitutionalism）或者是信任某种遵循正规程序（如宪法）的行为为合法。这种形式的合法性与政治相关，因为这类宪法程序的合法性源自其符合民意的基础。然而，由于这类程序需要符合主流民意，而有时可能没有保护到少数族群的利益。

### 民族主义
爱国主义和民族主义能激起对国家的忠诚。这可以采取多种形式。前述描述的民主有时被称为“全民民族主义”（civic nationalism）。其它形式的可能对国家有益民族主义还包括：
- 种族主义，种族主义的国家从文化和传统的群体得到合法性。
- 宗教民族主义（religious nationalism），宗教民族主义通过共同的宗教得到合法性。

### 共产主义
原则上，共产主义国家通过民众对共产主义社会无以伦比的“经济平等性”和“经济增长”的期望来获得合法性。这样的人类基于本性的最高级理想社会无疑能够为共产主义政党提供较高的合法性。

### 传统主义
在君主政体，国王能获得普遍认同的合法性是因为他是王国里公正的封建领主，这种理解经常被“君权神授”这类宣传所强化。这种形式的合法性仍然存在于现今一些实行绝对君主制和君主立宪制的国家。在君主立宪制的国家里传统君主的合法性来源融合了民主和宪政的合法性来源。

## 合法性基础
合法性必须建立在一个共同认可的基础上，这种认可的基礎可以是神秘的或是世俗的力量。对合法性基础的认识最為经典的可說是马克思·韦伯的概括，他将之分为传统型，法理型和个人魅力型：
- 传统型：合法性来自于传统的神圣性和传统受命实施权威的统治者
- 法理型：合法性来自于法律制度和统治者指令权力
- 魅力型：来自于英雄化的非凡个人以及他所默示和创建的制度的神圣性

韦伯认为以上类型是「理想型」的概念，历史上的合法性形式多少都是这三种类型不同程度的混合。
在当代国家中，合法性更加依赖于政治权力的有效性，这也是近代政治的基本特征之一。这包括了政府能否有效的对社会事务进行管理、经济能有持续发展，这取决于政府的财政能力和政策能力。

## 合法性危機
「合法性危機」指一個政府或政權的合法性發生動搖，情況如下：
1. 社會碰上了普遍地意識到，而政府卻不能解決的問題，如美國經濟大蕭條時，聯邦政府一度不知何去何從，無法解決經濟困難，政府無法管治，合法性危機就發生；
2. 未經民眾的同意發動政變奪取的國家政權，並籍鎮壓群眾運動而鞏固的政權，如智利皮諾切特時期、緬甸軍政府、泰國軍政府；
3. 民主國家中，因群眾運動、政府專制或軍人專政，民選的議會被終止運作，進入癱瘓狀態；
4. 政府並非獲多數選民支持，如少數派政府；
5. 社會暴力升級時，政府的合法性也受威脅，如魏瑪共和時代的德國；
6. 在社會發展過程中，有的部門發展得很快，有些則沒有太大發展，落後者會有不安、無根的感覺，甚至走上街頭；
7. 在多種族、多部落的國家，語言或宗教方面出現尖銳衝突，如加拿大的法語省份魁北克；
8. 控制的地區不獲國際的承認，如以色列控制的約旦河西岸、加沙地帶及戈蘭高地，只有土耳其承認的北塞浦路斯；
9. 國家無法控制全部的領土，如中華人民共和國、烏克蘭、格魯吉亞、索马里、摩尔多瓦、阿塞拜疆等；
10. 國家實際上處於分裂的狀態，如中華人民共和國和中華民國、朝鮮民主主義人民共和國和大韓民國、南越和北越、西德和東德等；
11. 國家處於內戰的狀態，政府無法控制國家全部的領土，如敘利亞、利比亞、伊拉克、阿富汗等；
12. 國家戰爭失敗，領土大幅流失，實際上無法掌控國家大部分領土，外交上嚴重失利，也影響國家的代表性及統治的合法性，例如1971年後的中華民國。

## 参看
- 宪法
- 宪政
- 法統

## 外部連結
- 劉擎：〈自我理解的現代轉變與政治正當性問題的緣起〉（页面存档备份，存于）（2011）
- 周保松：〈反思性认可与国家正当性〉。